# Życie rodzinne (film brytyjski)
Życie rodzinne (ang. Family Life) – brytyjski dramat filmowy z 1971 roku w reżyserii Kena Loacha.